# 홍콩 성공회
홍콩 성공회(Hong Kong Anglican Church, 香港聖公會)는 영국 성공회의 선교로 형성된 홍콩과 마카오(중화인민공화국령)의 성공회이다. 홍콩 내에서는 도교 다음으로 교세가 크다.
현재 폴 콩 대주교(The Most Revd Paul Kwong)가 관구장(Primate)을 역임하고 있다.

## 역사
1842년 난징 조약으로 홍콩이 청나라에서 영국으로 99년간의 조차지역이 되었을때, 영국 성공회의 선교구가 설립되어 태평천국 기간(1851년~1864년) 중에 교세를 점차 확장하였다.
이후 한국, 중국, 일본 등 아시아 각지의 성공회 선교의 거점이 되었다. 홍콩 성공회는 1944년 세계 성공회 공동체(Anglican Communion) 역사 최초로 여성이 사제서품을 받았을 정도로 진보적인 교회이다.
현재 홍콩 성공회는 홍콩성공회 명화신학교(香港聖公會 明華神學敎)와 성 요한 대학교(St.John College), 사회복지단체 홍콩성공회복리협회를 운영하면서 교육과 복지사업에 기여하고 있다.

## 교구
- 홍콩 교구(Diocese of Hong Kong Island)
- 동구룡 교구(Diocese of Eastern Kowloon)
- 서구룡 교구(Diocese of Western Kowloon)
- 마카오 선교교구(Missionary Area of Macau)

## 같이 보기
- 성공회
- 대한성공회